# S-400
S-400 트리움프(러시아명 С-400 Триумф, Triumf, 영어명 Triumph; 나토 제식명 SA-21 Growler)는 러시아의 신형 지대공 미사일 시스템이다. 미국의 사드(THAAD)와 유사하여 "러시아판 사드"라고 불린다. 개발 단계에서는 S-300PMU-3라고도 불렸다. S-300PMU (SA-10) 시리즈를 업그레이드한 차세대 대공미사일 시스템으로서, 알마즈-안테이에서 개발되었다. 파켈 기계설계국, 노보시비르스크 과학 연구 협회, 세인트페테르부르크 특별 기계 설계국 등의 다른 기관들도 개발에 참여했다.

## 역사
그루신 설계국의 피터 그루신이 S-75를 만들어 사회주의 노동영웅 훈장을 타고, 그 후속버전인 S-300을 개발해서 두번째 사회주의 노동영웅 훈장을 탔다. 피터 그루신은 1993년에 사망했다. S-300의 후속버전인 S-400은 피터 그루신이 사망한 이후에 개발이 시작되었다.
S-400 Triumf의 테스트는 1999년에 시작되었다. S-400 시스템은 S-300의 미사일을 사용한다. 그러나 낮은 레이다 피탐지율(RCS, Radar Cross Section)의 비행기, 예컨대 B-2 스피릿, F-117 나이트호크, F-35 등에 대해 더욱 뛰어난 탐지성능을 가지고 있으며, 소형 크루즈 미사일에 대한 대응기능이 향상되었다.
S-400이 운용하는 미사일은 항공기, UAV, 순항미사일을 주로 요격하도록 설계된 9M96E와 탄도탄 요격을 위해 미사일 하부의 로켓 모터를 강화한 9M96E2가 있으며 AEW & C와 대형 항공기를 장거리에서 요격하기 위해서 설계된 'Big'이라고 호칭되는 미사일을 운용 할 계획이다.

## 구별
미국을 중심으로 구별하면 전세계의 미사일 방어 시스템은 세가지가 있다.
- 패트리어트 미사일 - 단거리 탄도 미사일(SRBM), 준중거리 탄도 미사일(MRBM) 방어
  - 러시아 S-300, 대한민국 천궁 미사일, 북한 번개 5호, 일본 03식 지대공유도탄, 중국 HQ-9
- 사드 - 중거리 탄도 미사일(IRBM) 방어
  - 러시아 S-400, 대한민국 L-SAM, 북한 번개 6호, 일본 개발중, 중국 S-400
- GBI 미사일 - 대륙간 탄도 미사일(ICBM) 방어
  - 러시아 S-500

## 목표물
S-300이 단거리 탄도 미사일만 요격할 수 있는데 비해, S-400은 단거리와 중거리 탄도 미사일을 요격할 수 있다. 목표물에 따라서 사정거리 40 km부터 400 km 거리의 공중 목표물을 요격하고 파괴하도록 고안되었으며, 저고도 비행물체에 대한 탐지능력을 포함시켰다. 최대속도 4.8 km/sec(마하 14)로 비행하는 공중 목표물을 요격할 수 있다.
5 km/sec 목표물 요격 테스트는 사거리 3,000-km인 탄도미사일 요격 테스트이다. 이 탄도미사일들은 보통 IRBM(1,000-5,500 km)이라고 부른다. 1980년대 중반 소련은 S-300 VM이 2.7 km/sec(마하 7.9)의 탄도미사일을 요격하는데 성공했다. 사거리 1,000 km 이하인 전술미사일은 보통 최종돌입속도가 2.9 km/sec(마하 8.5) 이하이며, 전술미사일의 대부분의 사거리는 300 km 이하이고 최종돌입속도는 1.5 km/sec(마하 4.4) 이하이다. 북한의 스커드 미사일은 1.7 km/sec(마하 5), 노동 1호는 3 km/sec(마하 8.8)이다. 미국과 러시아의 사거리 8,000-10,000 km인 ICBM의 최종돌입속도는 7 km/sec(마하 20)이다.
Triumf 시스템이 탐지하고 요격할 수 있는 대상은 다음과 같다:
1. 전투기/폭격기 (스텔스 폭격기 포함 - 그러나 탐지거리는 제한적임)
2. 크루즈 미사일
3. 탄도 미사일 (최대속도 4.8 km/sec, 마하 14)
4. 조기경보기
5. 전술항공기와 전략항공기

## 사용국

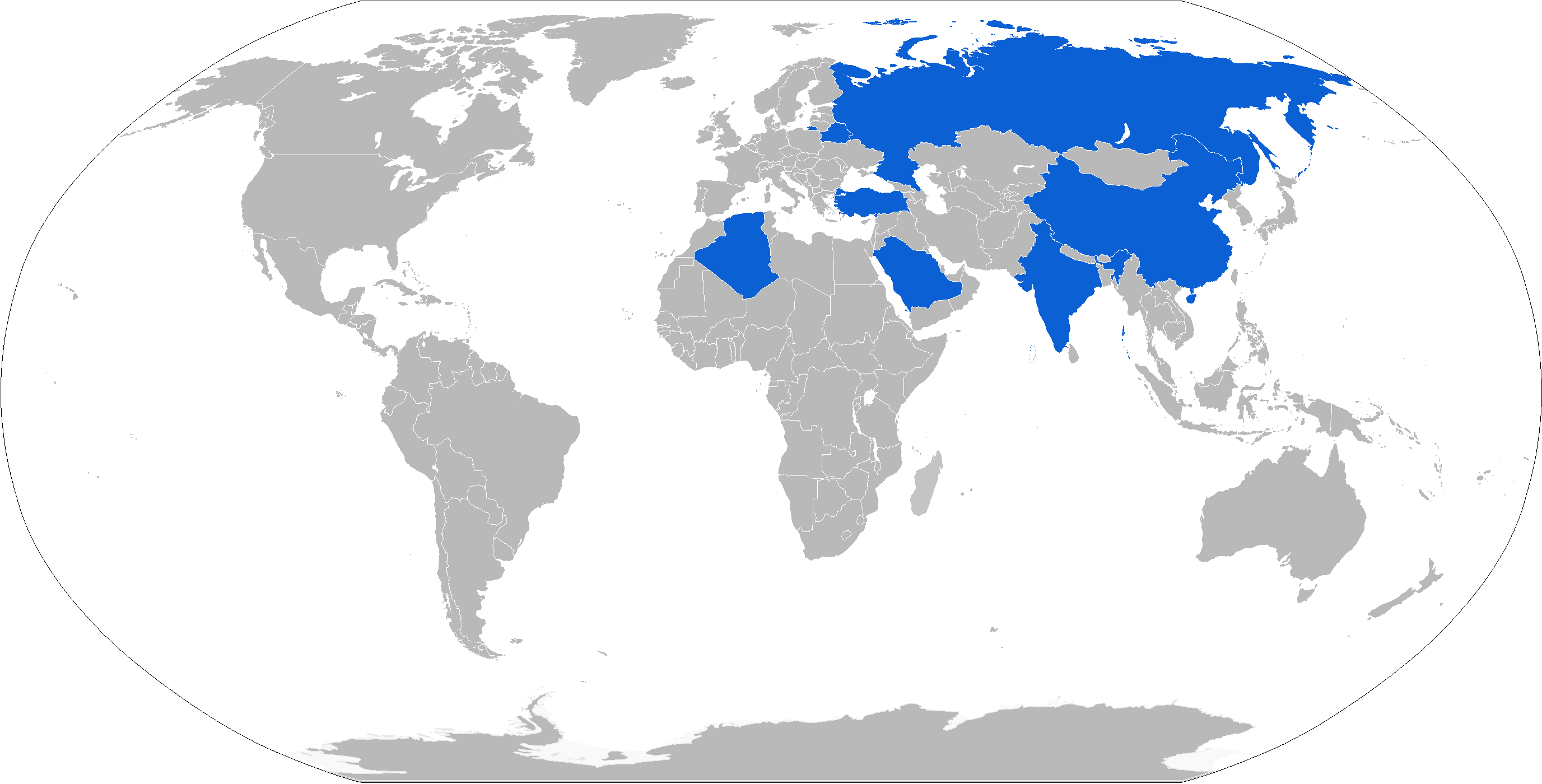
파랑색이 S-400 사용국

### 중국
2014년 9월, 중국은 세계 최초로 S-400 3개 포대 수입계약을 30억 달러(3조3천억원)에 체결했다. 첫번째 포대는 2017년에, 두번째 포대는 2019년에 도입될 예정이다. 2017년 중국군이 러시아에 파견되어 훈련을 마쳤다. 2018년 1월 19일, S-400의 첫 포대를 중국으로 운송했다. 레이다 탐지 거리는 700 km이다. 산둥반도에 배치되면 한국과 주한미군의 움직임도 S-400 레이다 탐지범위에 들어갈 것으로 우려된다.
"러시아판 사드"로 불리는 S-400 시스템의 40N6 미사일은 사거리가 400 km, 최대고도 185 km이다. 미국 사드 미사일 사거리는 200 km, 최대고도 150 km이다. S-400 시스템의 91N6E S 밴드 AESA 레이다는 추적거리 600 km로서, 미국 사드의 AN/TPY-2 X 밴드 AESA 레이다 추적거리 600 km와 동일하다.

### 터키
2017년 9월 10일, 레제프 타이이프 에르도안 터키 대통령은 러시아와 S-400 구매 계약을 체결하고 45%인 보증금을 이미 지불했다고 밝혔다.
2017년 12월 29일, 터키 앙카라에서 25억 달러(2조7200억원) 상당의 S-400 미사일 4개 포대 구매를 위한 차관 계약에 터키와 러시아가 서명했다. 터키는 가격의 45%를 우선 지불한 뒤 러시아가 나머지 55%에 해당하는 차관을 제공하게 된다. 2020년 3월에 첫번째 포대가 인도된다. S-400은 3종류의 미사일을 창작하고 있으며, 터키는 나토 회원국으로서는 최초 구매국이 되었다.
S-400 1개 포대엔 8대의 이동식발사차량(TEL)이 포함되며 1개 발사차량엔 4개의 미사일 발사관이 설치돼 있다. 1개 발사관엔 장거리 미사일 1기, 단거리 미사일 4기가 장착될 수 있다. 러시아가 S-400 미사일을 수출한 나라는 중국에 이어 터키가 두 번째다. 한꺼번에 100개의 표적을 추적할 수 있으며, 동시에 6개의 표적을 격추할 수 있다.

### 사우디아라비아
2017년 10월 4일, 살만 빈압둘아지즈 알사우드 사우디아라비아 국왕이 러시아 모스크바를 방문했다. 중국, 터키에 이어 사우디아라비아가 세번째로 S-400 4개 포대를 20억 달러(약 2조3천억원)에 주문했다.

## 애로우 3
이스라엘 애로우 3는 S-400 40H6E 미사일과 매우 비슷하다.
애로우 3
- 2단 고체연료
- 추력편향
- 콜드런치
- 고도 100 km 이상에서 중거리 탄도 미사일 요격

S-400 40N6E 미사일
- 2단 고체연료
- 추력편향
- 콜드런치
- 고도 30 km
- 사거리 380 km
- 레이더 탐지거리 600 km

## 제원

### S-400 시스템

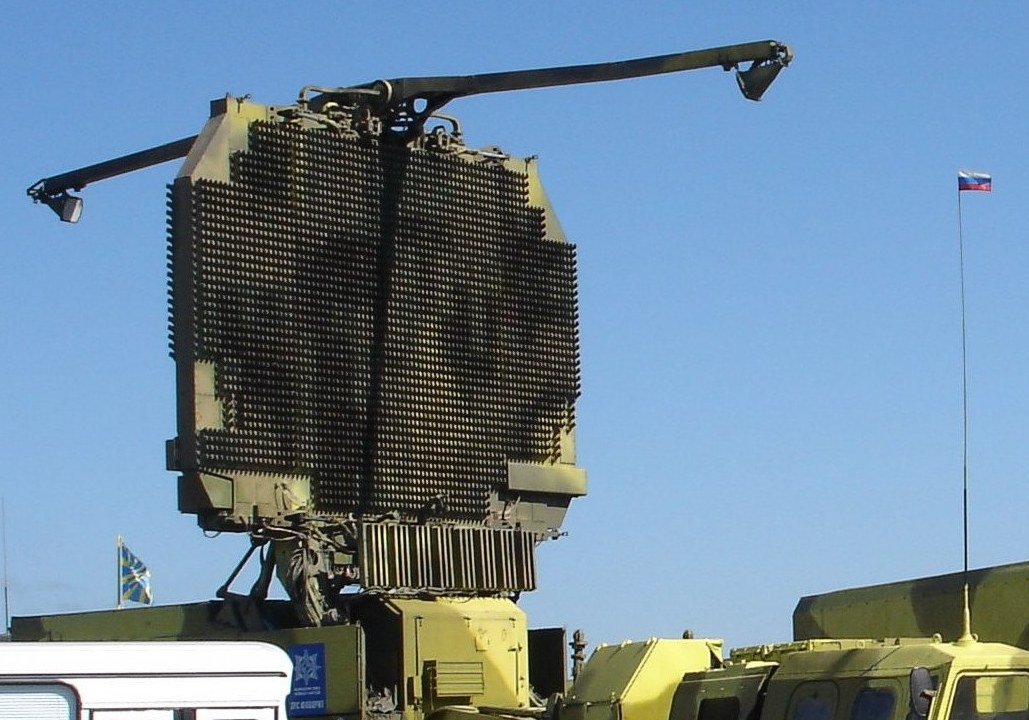
빅 버드 레이다

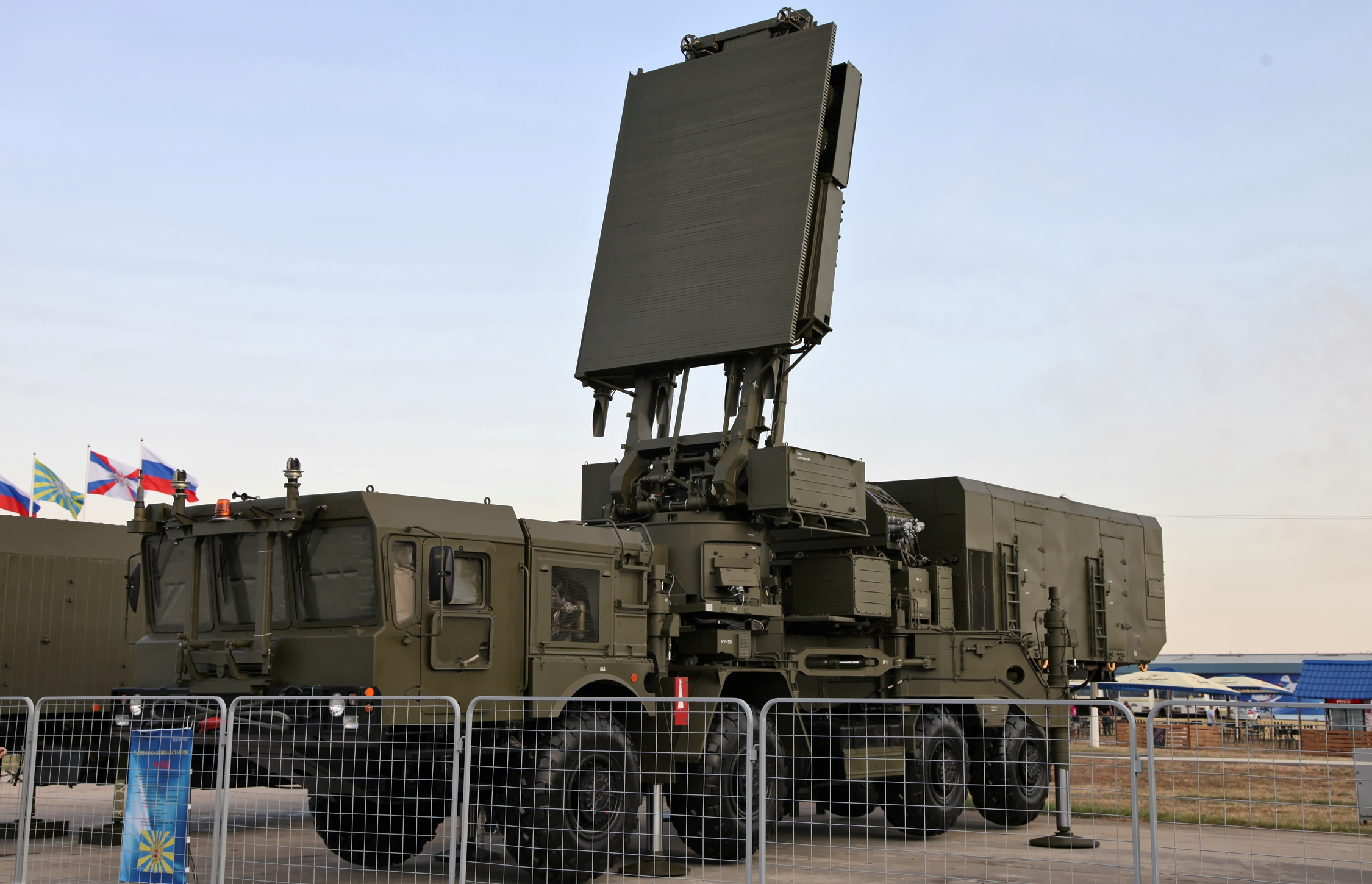
탐지거리 300 km 96L6 치즈 보드 레이다

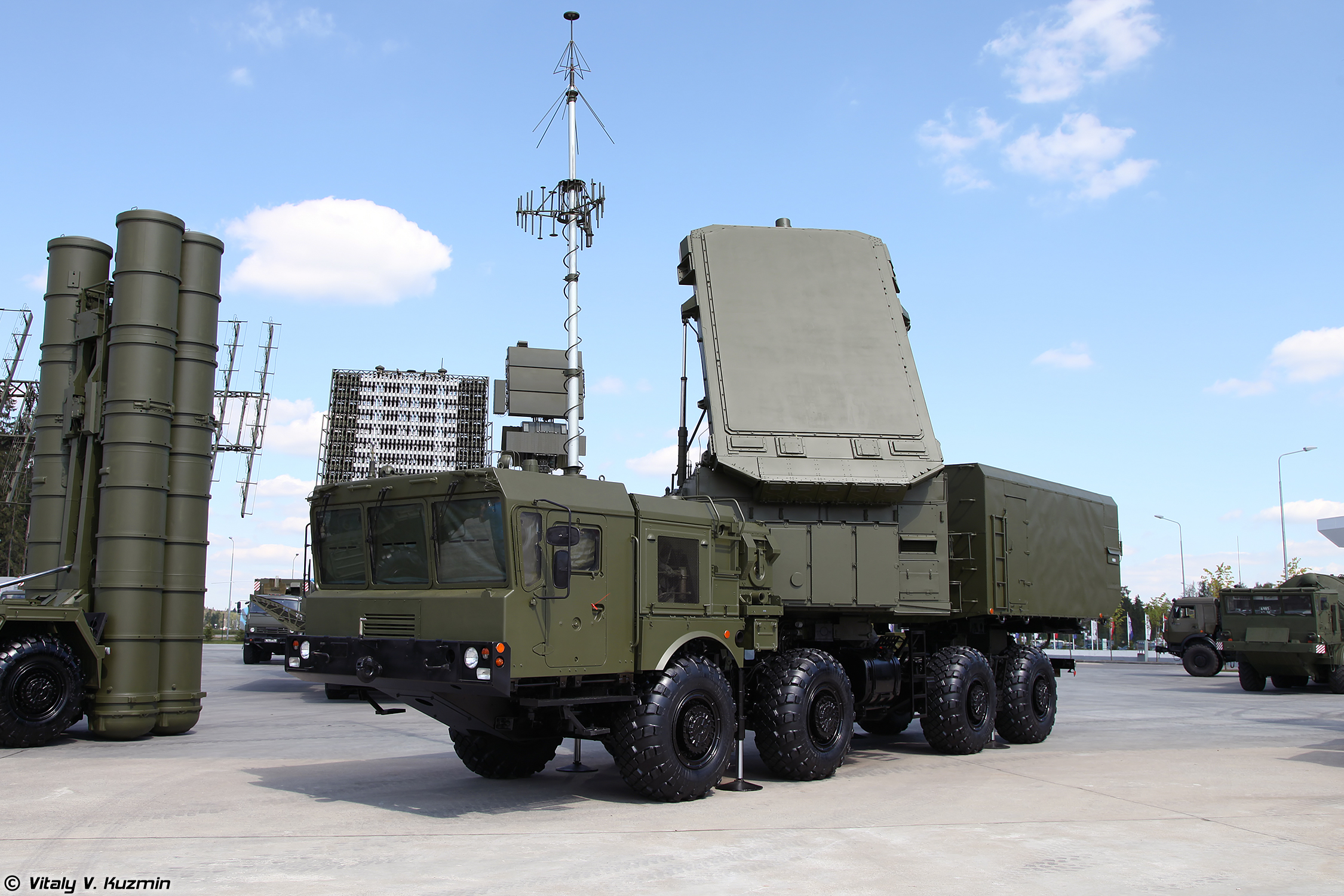
S-400의 탐지거리 400 km 92N6A 그레이브 스톤 멀티모드 교전 레이다

- 동시요격목표물: 12개
- 발사관: 1개 발사대에 48N6E 미사일 발사관 4개 탑재. 발사관당 1개의 장거리 미사일 또는 4개의 단거리 미사일 탑재.
- 미사일:
  - 48N6E 장거리 미사일, 사거리 400 km
  - 9M96 단거리 미사일, 사거리 120 km
- 공격대상: 비행기, 순항 미사일, 초속 4.6 km 속도의 중거리 탄도 미사일, 지상 레이다 시설, 지상 벙커.
- 91N6 빅 버드 목표물 획득 레이다: 탐지거리 700 km
- 96L6 치즈 보드 레이다: L 밴드, 탐지거리 300 km
- 96L6E 치즈 보드 레이다: C 밴드, 조기경보레이더, 조작병 3명, 5분만에 설치, 탐지거리 300 km
- 92N6A 그레이브 스톤 멀티모드 교전 레이다: I/J 밴드, 탐지거리 400 km
- 탐지거리:
  - RCS 10m2 전투기 탐지거리(F-15,Su-27) : 315~350km
  - RCS 1m2 전투기 탐지거리(유로파이터, FA-18E/F, F-2A 바이퍼제로) : 175~235km
  - RCS 0.005m2 전투기 탐지거리(F-35) : 35km
  - RCS 0.0001m2 전투기 탐지거리(F-22) : 21km

S-300의 경우, 통제소 차량에서 빅버드 레이다는 1 km 떨어진다. 통제소와 빅버드로부터 100 km 떨어져서 멀티모드 교전 레이다, 치즈 보드 레이다, 발사대가 배치된다.

### 48N6E 미사일
- 무게: 1,893 kg (4,173 lb)
- 직경: 0.52 m (1.69 ft)
- 길이: 6.98 m (22.91 ft)
- 날개폭: 1.0 m (3.40 ft)
- 탄투: 180 kg (390 lb)
- 추진방식: 고체로켓
- 최대사거리: 380 km (236 mi)
- 최소사거리: 3.00 km (1.80 mi)
- 최대고도: 30,000 m (98,000 ft)
- 최저고도: 10 m (32 ft)

### 9M96 미사일
- 미사일 발사관: 1개의 48N6E 발사관에 4발의 9M96 미사일을 탑재
- 무게: 420 kg (920 lb)
- 직경: 0.52 m (1.69 ft)
- 길이: 6.98 m (22.91 ft)
- 날개폭: 1.04 m (3.40 ft)
- 탄투: 24 kg (52 lb)
- 추진방식: 고체로켓
- 최대사거리: 120 km (75 mi)
- 최소사거리: 1.00 km (0.60 mi)
- 최대고도: 30,000 m (98,000 ft)
- 최저고도: 5.00 m (16.40 ft)

## 같이 보기
- 미사일 방어
- 패트리어트 미사일
- S-300 3세대 러시아 방공망
- S-400 4세대 러시아 방공망
- KM-SAM S-300PMU급 성능으로 알려짐.
- HQ-9 S-300PMU2급의 중국판